# 7 Andromedae
7 Andromedae (abreviado como 7 And ) é uma estrela amarela-branca, na constelação de Andrômeda. 7 Andromedae é a designação de Flamsteed . É visível a olho nu com uma magnitude aparente de 4,52. É uma estrela da sequência principal do tipo F com uma classificação estelar de F1V,  o que indica que está gerando energia a partir da fusão de hidrogênio em seu núcleo. Esta energia está sendo irradiada de sua fotosfera a uma taxa de 7,8 vezes a luminosidade do Sol com uma temperatura efetiva de 7.380 K. 7 Andromedae tem 1,1 bilhão de anos e está girando com uma velocidade de rotação projetada de 61 km/s.
| Dados de observação Epoch J2000 Equinox J2000                            | Dados de observação Epoch J2000 Equinox J2000 |
| ------------------------------------------------------------------------ | --------------------------------------------- |
| Constelação                                                              | Andrômeda                                     |
| Ascensão reta                                                            | 23 h 12 m 33,00460 s                          |
| Declinação                                                               | +49° 24′ 22,3299″                             |
| Magnitude aparente (V)                                                   | 4,52                                          |
| Características                                                          |                                               |
| Tipo espectral                                                           | F1V                                           |
| Índice de cores U-B                                                      | +0,01                                         |
| Índice de cores B-V                                                      | +0,28                                         |
| Astrometria                                                              |                                               |
|                                                                          |                                               |
| Velocidade radial (R v )                                                 | 12,10 ± 1 km/s                                |
| Movimento adequado (μ)                                                   | RA: 89,292 mas / ano Dez.: 96,696 mas / ano   |
| Paralaxe (π)                                                             | 40,9812 ± 0,2307 mas                          |
| Distância                                                                | 79,6 ± 0,4 li (24,4 ± 0,1 pc )                |
| Magnitude absoluta (M V )                                                | 2,58                                          |
|                                                                          |                                               |
| Detalhes                                                                 |                                               |
|                                                                          |                                               |
| Massa                                                                    | 1,6 ± 0,1 M ☉                                 |
| Raio                                                                     | 1,71 ± 0,02 R ☉                               |
| Luminosidade                                                             | 7,8 ± 0,6 L ☉                                 |
| Gravidade superficial (log g )                                           | 4,16 ± 0,02 cg                                |
| Temperatura                                                              | 7.380 ± 90 K                                  |
| Metalicidade [Fe/H]                                                      | -0,02 ± 0,08 dex                              |
| Velocidade de rotação ( v sin i )                                        | 61 ± 6 km/s                                   |
| Era                                                                      | 1120 ± 30 milhões                             |
|                                                                          |                                               |
| Outras designações                                                       |                                               |
| 7 E , BD +48° 3964 , FK5 3852, HD 219080, HIP 114570, HR 8830, SAO 52787 |                                               |
| Referências de banco de dados                                            |                                               |
| SIMBAD                                                                   | dados                                         |